# Panasonic (equipo ciclista)
Panasonic fue un equipo ciclista profesional neerlandés patrocinado por el fabricante electrónico japonés Panasonic. La escuadra se formó en 1984 de la mano de Peter Post, a raíz de la escisión del equipo TI-Raleigh, que tuvo como consecuencia la creación de dos estructuras diferentes: el Kwantum Hallen, con Jan Raas a la cabeza, y el Panasonic.
Raleigh se mantuvo como copatrocinador durante los primeros años. Entre 1987 y 1989, el equipo estuvo copatrocinado con la marca de bebidas isotónicas Isostar, y entre 1990 y 1992 por la marca de complementos alimenticios Sportlife.
El equipo se disolvió al término de la temporada 1992, pues a pesar de los rumores de posibles acuerdos con otros patrocinadores, como Toyota, al final no se materializó ningún acuerdo. Hasta siete corredores, junto al mánager Peter Post, recalaron en el Novemail, nueva formación francesa en 1993.
En 2008 apareció una formación australiana también patrocinada por Panasonic, pero sin relación alguna con la escuadra neerlandesa. El equipo dejó lugar en 2009 al Ride Sport Racing.

## Historia

### Primeros años: victorias sin límite (1984-1985)
El equipo nace en 1984, con Peter Post y Jules de Wever como directores deportivos, Phil Anderson como jefe de filas principal, Peter Winnen en un papel secundario, Eddy Planckaert como esprínter y un buen número de jóvenes ciclistas neerlandeses.
El inicio de temporada es espectacular y distintos corredores del equipo consiguen vencer en algunas de las clásicas centroeuropeas más prestigiosas: Eddy Planckaert gana la Omloop Het Volk, Bert Oosterbosch se impone en la E3 Prijs Vlaanderen y los Tres días de La Panne, Jos Lammertink vence en la Kuurne-Bruselas-Kuurne, Johan Lammerts se adjudica el Tour de Flandes, Walter Planckaert gana la prueba A través de Flandes y Eric Vanderaerden, la París-Bruselas. Planckaert también suma la Estrella de Bessèges al palmarés, mientras que Anderson se impone en el Campeonato de Zúrich y la Rund um den Henninger-Turm. 
En el Tour del Mediterráneo Oosterbosch vence en el prólogo, mientras que Eddy y Walter Planckaert vencen en tres y una etapa, respectivamente. Durante el mes de mayo, Johan Lammerts se impone en la general de la Vuelta a los Países Bajos, y Eddy Planckaert hace lo propio en la Vuelta a Bélgica. En la París-Niza, otras cuatro etapas, dos de Oosterbosch (una de ellas, etapa prólogo) y dos de Planckaert. El equipo vuelve a brillar en la Vuelta a Suiza, donde ganan seis etapas: Oosterbosch, Planckaert, Vanderaerden (2 más la etapa prólogo) y Veldscholten, así como en el Dauphiné Libéré, donde logran tres etapas, a cargo de Phil Anderson, Guy Nulens y Veldscholten.
Finalmente, en el Tour de Francia, Vanderaerden vence en la 10.ª y 23.ª etapas, donde Phil Anderson termina en 10.ª . A nivel individual, el mismo Vanderaerden se impone en el Campeonato de Bélgica de ruta.
En 1985, la plantilla se mantiene casi sin cambios, y Phil Anderson ratifica su condición de líder, tras ganar Dauphiné Libéré, Vuelta a Suiza y Tour del Mediterráneo, aparte de varias etapas en dichas pruebas, la Rund um den Henninger-Turm, el E3 Prijs Vlaanderen y terminar 5.º en la general del Tour.
Por su parte, Eric Vanderaerden, demuestra su valía en competiciones de un día y pruebas cortas por etapas, al imponerse en la Vuelta a los Países Bajos, el G.P. Eddy Merckx, la Gante-Wevelgem y el Tour de Flandes, además de victorias de etapa en Tirreno-Adriático, Tour del Mediterráneo (etapa + prólogo) y Vuelta a Suiza.
Otras victorias destacadas por miembros del equipo son: la Estrella de Bessèges, en la que gana Nulens, tres etapas en la París-Niza (Oosterbosch y Planckaert por partida doble), una etapa del Dauphiné Libéré de Steven Rooks y A través de Flandes, que gana Eddy Planckaert.
En la Vuelta a España, Oosterbosch se impone en la etapa prólogo y viste el maillot amarillo durante dos jornadas. Eddy Planckaert, por su parte, logra dos triunfos parciales.
En el Tour de Francia 1985, Vanderaerden porta el maillot amarillo durante tres jornadas, entre la 1.ª y la 3.ª etapa. Vence también en las etapas 13.ª y 19.ª, al tiempo que Lammerts gana la 20.ª etapa.

### Los años de Millar: 2.º en la Vuelta y en el Giro (1986-1987)
En 1986, Walter Planckaert se retira como corredor en activo y pasa al cuerpo técnico de Panasonic. Entre las incorporaciones de corredores destacan los nombres de Erik Breukink, Robert Millar y Johan van der Velde.
Vanderaerden se mantiene como uno de los principales contribuyentes al amplio palmarés anual de la formación neerlandesa, y consigue ganar, entre otras carreras menores, dos etapas del Tour del Mediterráneo, el E3 Prijs Vlaanderen-Harelbeke, A través de Flandes y los Tres días de La Panne. Van der Velde se impone también en la Flecha Brabançona, en la temporada de clásicas de primavera.
En la Vuelta a la Comunidad Valenciana, Bert Oosterbosch gana la etapa prólogo y Jos Lammertink vence en la 2.ª etapa. Eric van Lancker logra dos triunfos parciales en la prestigiosa París-Niza y otro en la Vuelta a Suiza. También en Suiza, el equipo suma otras tres etapas, ganadas por Van Lancker, Breukink y Nulens.
En la Vuelta a España, Planckaert repite los dos triunfos de etapa de la edición anterior, mientras que Robert Millar, que acude como líder del equipo y vigente subcampeón de la Vuelta, vence en la 6.ª etapa, con final en los Lagos de Covadonga. El escocés retiene el liderato durante cinco etapas, pero finalmente lo pierde en beneficio del ganador final, Álvaro Pino. Millar terminó 2.º en la general por segundo año consecutivo.
En el Giro de Italia, lo más destacable son las victoria de etapa de Johan van der Velde y Eric van Lancker. Van der Velde, además, termina 2.º en la clasificación por puntos.
En el Tour de Francia 1986, el equipo gana la 4.ª y la 7.ª etapa, gracias a Van der Velde (que además fue líder durante dos días) y Planckaert. A pesar de no ganar ninguna etapa, Vanderaerden se impuso en la clasificación por puntos.
Phil Anderson, por su parte, logra imponerse en la clásica París-Tours, valedera para la Copa del Mundo. A nivel individual, Jos Lammertink se convirtió en campeón de Holanda de ruta.
En 1987 se mantiene estable de nuevo la estructura del equipo, destacando el refuerzo del alemán Dietrich Thurau. Obtienen buenos resultados en las clásicas de inicio de temporada, con victorias de Phil Anderson en la Milán-Turín, Eddy Planckaert en el E3 Prijs Vlaanderen, Teun van Vliet en Omloop Het Volk y Gante-Wevelgem y Eric Vanderaerden en el G.P. Eddy Merckx y la París-Roubaix, así como en los Tres días de La Panne.
En el Tour del Mediterráneo la escuadra suma tres nuevos triunfos de etapa, de manos de Millar, Planckaert y Vanderaerden. Van Vliet, revelación de la temporada, también suma la Vuelta a los Países Bajos y etapas en Tirreno-Adriático y Vuelta a Suiza. Otros dos ciclistas lograron también triunfos de etapa en la Vuelta a Suiza, Peter Winnen y Dietrich Thurau.
El Giro de Italia 1987 supone una de las mejores actuaciones de Panasonic a nivel de Grandes Vueltas. Erik Breukink vence en la 1.ª etapa en línea y se enfunda la maglia rosa durante tres jornadas. Otras dos etapas se suman al palmarés del equipo, la 5.ª vencida por Eddy Planckaert y la 21.ª ganada por Robert Millar. Millar también consigue la clasificación de la montaña, y el Panasonic gana la clasificación por equipos, tras meter a cuatro corredores entre los mejores clasificados: dos en el podio, Millar 2.º y Breukink 3.º, y otros dos en la lista de los diez mejores, Phil Anderson 7.º y Peter Winnen 8.º.
En el Tour de Francia 1987, Erik Breukink se impone en la 13.ª etapa y termina 2.º en la clasificación de los jóvenes.

### Breukink como jefe de filas: aspirando a Giro y Tour (1988-1989)
En la temporada 1988 se une Ferdi van den Haute como director deportivo y Peter Post pasa a ser mánager del equipo. Robert Millar abandona las filas del equipo.
El holandés Breukink confirma esta temporada que el buen resultado en el Giro del año anterior no era algo fugaz, y logra ganar dos importantes carreras por etapas: la Vuelta al País Vasco y el Critérium Internacional. Otros resultados destacados del equipo son las victorias de Vanderaerden en los Tres días de La Panne y Talen en A través de Flandes. Una etapa en la Vuelta a Suiza ganada por Freuler y otra en la Tirreno-Adriático ganada por Vanderaerden completan lo más reseñable en el palmarés de Panasonic.
El equipo vuelve a rendir a buen nivel en el Giro de Italia, con una victoria de etapa de Breukink, que repite podio, esta vez como 2.º clasificado. Winnen también acaba entre los mejores, repitiendo el 8.º puesto en la general del año anterior.
En el Tour de Francia 1988, Peter Winnen termina 9.º en la general y Breukink acaba 1.º en la clasificación de los jóvenes.
Entre las altas de la temporada 1989 destaca el velocista Jean Paul van Poppel, para suplir la baja del belga Eddy Planckaert.
Eric Vanderaerden es una vez más uno de los principales baluartes del equipo, con victorias de etapa en Vuelta a Andalucía, Vuelta a Burgos (en dos ocasiones) y Vuelta a Suiza, además de vencer en los Tres días de La Panne. También en la Vuelta a Suiza consigue un triunfo parcial Urs Freuler, que también vence en una etapa de la Tirreno-Adriático y otras dos del Tour de Romandía. Mismo resultado obtiene Breukink en Romandía, con dos triunfos parciales. Tanto Breukink como Van Poppel logran también sendas etapas en la Volta a Cataluña. En el Tour del Mediterráneo, es el recién fichado Harry Rozendal quien obtiene un triunfo parcial.
En cuanto a competiciones de un día, Van Poppel se impone en la Veendendaal-Veenendaal, Van Lancker en la Amstel Gold Race y Talen en el Circuito de Guecho, mientras que Wampers se adjudica el Gran Premio de Fráncfort y la prestigiosa París-Roubaix.
Erik Breukink regresa una vez más al Giro de Italia como jefe de filas del Panasonic. Consigue llevar la maglia rosa durante cuatro etapas, tras la primera contrarreloj individual, pero al término de la competición solo puede terminar en 4.º lugar en la clasificación general. El velocista Van Poppel maquilla el resultado con sendas victorias en la 1.ª y la 15.ª etapas, además de vestir la maglia rosa durante un día de competición.
En el Tour de Francia 1989, Erik Breukink vence en la etapa prólogo, aunque pierde el maillot amarillo al día siguiente.

### Ganadores de la Copa del Mundo: Fondriest y Ludwig (1990-1992)
En 1990 el equipo sufre una severa reestructuración. Breukink y Van Poppel abandonan la disciplina del mismo con rumbo al PDM, mientras que dos de los líderes del citado equipo, Rooks y Theunisse, vuelven al Panasonic, equipo del que ya formaron parte en los primeros años. Otro viejo conocido de la escuadra holandesa, Eddy Planckaert, regresa también.
El neoprofesional Olaf Ludwig destaca en el inicio de temporada, con tres etapas en la Vuelta a Andalucía y otra en la Vuelta a Suiza. Otro neoprofesional, el soviético Ekimov, consigue etapas en el Critérium Internacional, el Tour de Vaucluse y el Tour del Mediterráneo, donde otro integrante del Panasonic, Thomas Dürst, también gana una etapa. Urs Freuler, por su parte, obtiene dos triunfos parciales en el Tour de Romandía, mientras que Talen y Planckaert logran sendas victorias en la Tirreno-Adriático. 
En competiciones de un día, Eric van Lancker se impone en la Escalada a Montjuic y la Lieja-Bastogne-Lieja y Eddy Planckaert hace lo propio en la París-Roubaix.
En el Giro de Italia 1990, un solitario triunfo de Allan Peiper en la 14.ª etapa fue todo lo que consiguió el Panasonic.
En el Tour de Francia 1990, Olaf Ludwig logra adjudicarse el maillot verde de la clasificación por puntos, además de lograr un triunfo parcial. Además, el Panasonic gana la contrarreloj por equipos.
En el año 1991, otro antiguo corredor del Panasonic, Theo de Rooy, entra a formar parte del cuerpo técnico como director deportivo, a petición de Post, tras la baja de Van den Haute. Entre los fichajes más destacados, están los campeones del mundo en 1988 y 1990, respectivamente, Fondriest y Dhaenens.
El equipo, no obstante, ya no es la potencia mundial de antaño, y el número de victorias es bastante más reducido. Entre las victorias de esta temporada destacan una etapa en el Critérium Internacional ganada por el ruso Ekimov, etapas en Vuelta a los Países Bajos, Vuelta a Suiza y Vuelta a Murcia por parte del velocista Ludwig, que también se impone en el E3 Prijs Vlaanderen, y el Gran Premio de las Américas, que se adjudica Eric van Lancker. Por otro lado, Maurizio Fondriest obtiene dos triunfos parciales en la Volta a Cataluña, pero especialmente, gana la Copa del Mundo, competición que también gana el Panasonic en categoría por equipos.
En el Tour de Francia 1991, Ekimov se impone en la 19.ª etapa.
1992 sería el último año de competición del Panasonic. La plantilla no sufrió grandes cambios, si bien cabe destacar el fichaje del esprínter Wilfried Nelissen.
Maurizio Fondriest y Nelissen logran dos triunfos de etapa en la Vuelta a Andalucía. Jacques Hanegraaf se impone en la Veenendaal-Veenendaal y Dimitri Zhdanov en el Trofeo Pantalica. Olaf Ludwig, por su parte, logra importantes victorias en competiciones de un día, como A Través de Flandes, Kuurne-Bruselas-Kuurne, Amstel Gold Race y G.P. Fournies, aunque fundamentalmente destaca su triunfo en la Copa del Mundo, competición que vuelve a ganar también Panasonic, por segundo año consecutivo, en categoría por equipos. Además, se impone en una etapa del Tour del Mediterráneo y dos de la Vuelta a Suiza.
Por otro lado, Van Lancker se adjudica dos etapas del Tour de Vaucluse, Nelissen suma dos etapas tanto en la Vuelta a Suiza como en el Dauphiné Libéré, y Fondriest vence en la 5.ª etapa de la Volta a Cataluña.
En el Tour de Francia 1992, ganan la contrarreloj por equipos y Ludwig vence en la última etapa del Tour. Eddy Bouwmans termina 1.º en la clasificación de los jóvenes.

## Principales Ciclistas
- Phil Anderson
- Eddy Planckaert
- Steven Rooks
- Theo De Rooy
- Eric Van Lancker
- Erik Breukink
- Eric Vanderaerden
- Rudy Dhaenens
- Maurizio Fondriest
- Olaf Ludwig

## Dopaje
Tanto Steven Rooks como Peter Winnen confesaron haber tomado sustancias dopantes durante su carrera, incluyendo el período que figuraron en la plantilla de Panasonic. Winnen afirmó que Peter Post estaba al tanto del dopaje en el equipo, lo cual fue negado por el mismo. Alexi Grewal también se pronunció acerca de "El Programa" seguido en el equipo neerlandés.
Gert-Jan Theunisse fue sancionado en 1990 por volver a dar positivo en un control antidopaje, y ser la segunda vez que incurría en dicha falta.

## Bicicletas
El equipo Panasonic utilizó las siguientes marcas de bicicletas durante su andadura en el pelotón profesional:
- TI-Raleigh (1984-1985)
- Eddy Merckx (1986-1987)
- Colnago (1988-1989)
- Panasonic (1990-1992)